# 中山增五
武仙座108，又名BD+29 3241，HD 168913、SAO 85956、HR 6876，是武仙座的一颗恒星，视星等为5.63，位于銀經57.37，銀緯19.23，其B1900.0坐标为赤經18h 17m 5.9s，赤緯+29° 19.23′ 41″。